# John FitzPatrick (1er baron Castletown)
Pour les articles homonymes, voir John FitzPatrick.
John Wilson FitzPatrick (23 septembre 1811 - 22 janvier 1883), connu sous le nom de John Wilson jusqu'en 1842, est un homme politique libéral irlandais.

## Biographie
Castletown est le fils illégitime de John FitzPatrick (2e comte d'Upper Ossory), et est baptisé John Wilson. Il fait ses études au Collège d'Eton. Il hérite d'une partie des domaines de son père en Irlande et en 1842, il prend sous licence royale le nom de famille de FitzPatrick.
Il est nommé haut shérif du comté de Queen's en 1836. Il est ensuite élu à la Chambre des communes pour le comté de Queen's en 1837, siège qu'il occupe jusqu'en 1841, puis de nouveau de 1847 à 1852 et de 1865 à 1869. Il est admis au Conseil privé d'Irlande en 1848 et en 1869, il est élevé à la pairie en tant que baron Castletown, d'Upper Ossory dans le comté de Queen's. En dehors de sa carrière parlementaire, il est également Lord Lieutenant du comté de Queen de 1855 à 1883.
Lord Castletown épouse Augusta Mary, fille du révérend Archibald Douglas, en 1830. Ils ont un fils et six filles. Il meurt en 1883, à l'âge de 71 ans, et est remplacé dans la baronnie par son fils unique Bernard. Lady Castletown est décédée en 1899.